# 益田元祥
益田 元祥（ますだ もとなが）は、戦国時代から江戸時代の武将。石見国人益田氏の第20代当主で石見。毛利氏の重臣。父は益田藤兼、母は石津経頼の娘。妻は吉川元春の娘。子に広兼、景祥、家澄、就之、就景。三宅御土居に居館を構えていた。

## 生涯

### 毛利氏に従軍
父が毛利氏に従属した後の永禄元年（1558年）に生まれる。永禄11年（1568年）、毛利元就を烏帽子親として元服する。
天正6年（1578年）の上月城の戦いに吉川元春・元長父子と共に参加、天正8年（1580年）には反旗を翻した伯耆羽衣石城主南条元続を攻め、所領を与えられている。天正10年（1582年）の備中高松城の戦いにも元春に従軍、同年に父から家督を譲られ相続する。
主君の毛利輝元が豊臣秀吉に臣従すると、主従共に秀吉の天下統一戦に従い、天正13年（1585年）の四国攻めに参戦して伊予高尾城攻めで奮戦、天正14年（1586年）の九州征伐にも参加して豊前宇留津城攻撃で功績を挙げた。慶長元年（1596年）、豊臣姓を下賜された。天正18年（1590年）の小田原征伐にも毛利水軍を率いて三沢為虎・熊谷元直・吉見広頼らと共に伊豆下田城を落とした。文禄の役は吉川広家に従って出陣、碧蹄館の戦いでもその武略を発揮し明の軍勢を撃退している。慶長の役でも渡海して朝鮮に渡り、蔚山城の戦いにおいても広家と共に敵を撃退している。妻の益田の局は毛利輝元から石見国美濃郡で370石、さらに石見国那賀郡長安で50石の知行を与えられている。

### 長門へ移住
慶長3年（1598年）に秀吉が死去すると、次の天下人と予想される徳川家康への接近を広家と熊谷元直・宍戸元続と共に図る。しかし慶長5年（1600年）の関ヶ原の戦いでは輝元は西軍に味方し、元祥も西軍として広家に従い富田信高の伊勢安濃津城を攻略するが、9月15日の関ヶ原の本戦では戦闘に参加しなかった。
戦後、輝元は周防・長門の2か国に減封され、益田氏の領地であった石見も没収されることとなった。更に徳川家康は大久保長安を使い本領安堵を餌に勧誘をかけたがこれを拒絶、新たな所領となった長門阿武郡須佐へと移住、徳川勢の進行経路の一つである北の石見口の守りを担当、福原広俊と共に長州藩の政治を任された。
慶長6年（1601年）に毛利氏領国だった備後・安芸に入部した福島正則が毛利氏が慶長5年に徴収した租米の弁償を要求、元祥は福原広俊と共に解決に尽力し、慶長7年（1602年）までに完済した。慶長9年（1604年）の萩城の築城を担当、翌年の江戸幕府からの江戸城普請に選ばれている。しかし、萩城の工事で熊谷元直・天野元信と諍いを起こし、元直らが処刑される騒動に発展した（五郎太石事件）。また、父の代から吉見氏と争っていた領地を輝元に与えられたが、憤慨した吉見広長が慶長9年（1604年）に出奔している。
元和6年（1620年）、孫の元尭に家督を譲って隠居したが、元和9年（1623年）に輝元から藩政を委託され、毛利秀元・清水景治と共に財政再建に取り組んだ。

### 藩政改革
毛利氏の主要な合戦の大半に参加して武功を挙げた元祥であったが、武勇だけではなく行政手腕に非常に優れた武将であった。
周防・長門の2ヶ国に減封され、財政が極度に悪化した毛利氏は慶長12年（1607年）に検地を行ったが、内容は収入の73％を徴収するという高税をかけているため、慶長13年（1608年）に山代慶長一揆が発生、重税に苦しむ農民の逃亡と畑の荒廃をもたらした。元祥・秀元らは寛永2年（1625年）に検地を再実施、税率を50％に引き下げて農民の負担軽減を図った。収入は慶長12年の頃より減少したが、この検地で打ち出した石高が長州藩の基盤となった。同時に家臣団の大幅な所領改替も行われ、藩主家の直轄領が収入高の土地を中心に増加、藩主の権力伸長にもつながった。
また、寛永5年（1628年）に一揆が起こった山代地方を調査、寛永8年（1631年）に貢租を紙に変更して紙を徴収する請紙制を実施した。紙は大坂で売却され大きな利益を上げた。農民保護と田畑復興政策も実行、借金の利息を減らし、逃亡した農民の呼び戻しや新田開発にも取り組み財政再建に全力を尽くした。結果、寛永9年（1632年）に長州藩の負債を返却、余剰金および米の備蓄も可能になり、長州藩の財政基盤を固めることに成功した。同年に藩政から引退、寛永17年（1640年）9月22日に死去。享年83。
法名は桃林院殿前鴻臚全紹圀大居士。墓所は山口県阿武郡笠松山の笠松神社。
元祥の功績から、子孫は毛利氏の永代家老として江戸時代を通じて活躍することとなった。禁門の変の責任者として切腹した益田親施は著名である。
財政上の記録を記した『牛庵覚書』が残されている。
大正5年（1916年）、正五位を追贈された。

## 系譜
- 父：益田藤兼（1529年 - 1597年） - 益田尹兼の長男
- 母：石津経頼娘 - 石津氏は石見国の国人領主と推測され、経頼は石見久喜城主。大永年間に大内氏に従属した
- 正室：芳春院（? - 1610年） - 吉川元春娘
  - 長男： 益田広兼（1576年 - 1595年）
  - 次男： 益田景祥（1577年 - 1630年） - 周防国吉敷郡問田深野を領する
  - 三男： 瑟瞵（? - 1586年）
  - 女子： 千林院（1588年 - 1636年） - 堅田元慶室
  - 四男： 吉川家澄（1590年 - 1643年） - 家敬とも名乗る。吉川広家の養子となるが、吉川広正誕生後、離縁してそのまま吉川家臣となる。妻は福原広俊の女
  - 女子： 室生（1595年 - 1655年） - 長仙院、児玉元恒室
  - 女子： 澗松院（1600年 - 1642年） - 吉川正実室
  - 女子： 種子（1604年 - 1626年） - 芳樹院、宍戸元真室
- 側室：青樹院（? - 1647年）
  - 五男： 益田就之（1615年 - 1672年） - 長門国奥阿武木与を領する
  - 六男： 益田就景（1621年 - 1695年） - 周防国吉敷郡小郡陶を領する
- 生母不明の子女
  - 女子： 鍋子